# Austrolimnophila (Austrolimnophila) platyterga
Austrolimnophila (Austrolimnophila) platyterga is een tweevleugelige uit de familie steltmuggen (Limoniidae). De soort komt voor in het Afrotropisch gebied.